# برادران سفدی
جاشوا سفدی (انگلیسی: Joshua Safdie) و بنجامین سفدی (انگلیسی: Benjamin Safdie) از فیلم‌سازان و بازیگران مستقل آمریکایی ساکن نیویورک هستند و اغلب در زمینهٔ فیلم و سینما با یکدیگر همکاری می‌کنند. از آثار سینمایی آن‌ها می‌توان به فیلم‌های مهیج اوقات خوش (۲۰۱۷) و جواهرات تراش‌نخورده (۲۰۱۹) اشاره کرد.
جاشوا و بن سفدی با الهام از پدرشان که از علاقه‌مندان سینما بود، ساخت فیلم را از سنین جوانی آغاز کردند. آن‌ها در دانشگاه بوستون تحصیل کردند. آشفتگی دوران جوانی این دو که فرزندان طلاق به‌شمار می‌آیند، در آثار سینمایی آنها تأثیر گذاشته است. آنها با معمار مشهور موشه سفدی، نسبت خویشاوندی دوری دارند.